# Pocophora
Pocophora là một chi bướm đêm thuộc họ Geometridae.